# Sembiki Yoshinori
Yoshinori Sembiki (sinh ngày 5 tháng 1 năm 1964) là một cầu thủ bóng đá người Nhật Bản.

## Sự nghiệp câu lạc bộ
Yoshinori Sembiki đã từng chơi cho Yomiuri, NKK, Urawa Reds, NEC Yamagata và Fukuoka Blux.